# Phyllothelys qingjinum
Phyllothelys qingjinum — вид богомолів родини Hymenopodidae. Описаний у 2024 році.

## Етимологія
Назва виду qingjinum походить від китайського слова «青衿» (Qingjin), яке відноситься до зеленого глибокого халата з хрестоподібним коміром (різновид ханьфу) у стародавньому Китаї. Цей термін метафорично стосується виразного зеленого забарвлення спинного краю переднеспинки цього виду, коли він живий.

## Поширення
Ендемік Китаю. Поширений в повіті Маліпо у складі Веньшань-Мяо-Чжуанської автономної префектури, провінція Юньнань.